# Зотовы (фабриканты)
Тихон и Пётр Зотовы — фабриканты, жившие в XIX веке в городе Богородске (современный город Ногинск Московской области) и занимавшиеся производством лент.

## История

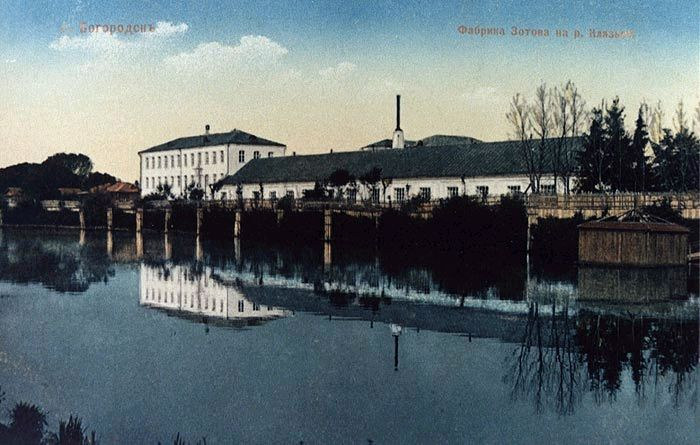
Фабрика Зотова

Род Зотовых происходит от вольноотпущенного крестьянина Зота Зотовича Зотова, который жил в деревне Оксёново. В Богородске жили два его потомка — братья Тихон Семёнович Зотов и Петр Семёнович Зотов. Братья занимались производством шёлковых лент, от № 3 до № 9. Фабрика Тихона Семёновича была трехэтажной располагалась в центре Богородска, фабрика Петра Семёновича была построена на противоположенном берегу Клязьмы. Фабрика Петра Зотова была основана в 1871 году. На ней тогда работало 6 мужчин и 5 женщин. На фабрике изготавливалось жилетной материи 3000 аршин. Работало 11 текстильных станов.
Братья Зотовы в 1875 и 1878 годах занялись производством лент. Они изготавливали орденские ленты и фаевые ленты. Фабрики работали вплоть до революции.
В семье Тихона Семеновича было семеро детей: Иван, Василий, Александр, Федор, Евдокия, Евгений, Анфиса. У Петра Семёновича шестеро детей: Александр, Глафира, Владимир, Николай, Валентина, Капитолина. Братья имели представительства в Москве в Верхних торговых рядах (ГУМ).
Тихон Семёнович вместе со своей семьей жил в деревянном доме во дворе фабрики. Петр Семёнович Зотов жил в кирпичном доме на Дворянской улице, 5.
| - Дом Зотова - Дом Зотова - Дом Зотова - Дом Зотова |

В 1916 году на фабрике Петра Зотова было занято 243 человека, и 200 человек на ленточной фабрике Торгового дома Тихона Зотова сыновья. После революции 1917 года, фабрики Зотовых были объединены в предприятие «Красная лента».
До нашего времени сохранился двухэтажный особняк на пересечении улицы Советской и Красноармейской, который принадлежал Петру Зотову. Дом был создан в эклектических формах, подобных французской архитектуре XVII века. Этот дом был построен в 1890-е годы. Архитектор — Егоров. Первый этаж дома занимала контора товарищества «Торговый дом П. С. Зотов и К». Второй этаж дома был отведен под жилые помещения.
В наше время в доме расположена Детская школа искусств. В здании сохранилась первоначальная отделка: карнизы с лепными орнаментами, растительные и цветочные мотивы, лепные розетки на софитах потолков. Дом Петра Зотова оценивался в 10 тысяч рублей. Это здание — объект культурного наследия регионального значения.
После 1917 года, дом Зотова был национализирован и в нем разместился городской комитет КПСС. В 1960-х годах в этом здании размещалась редакция газеты «Знамя коммунизма». В 1960—1970-х годах возле северного фасада памятника были пристроены два двухэтажных корпуса, для их строительства использовался лицевой красный кирпич.